# Тинспоег Густав Аугустович
Густав Аугустович Тинспоег (5 серпня 1929, село Каавере волості Салла повіту Вірумаа, тепер повіту Ляене-Вірумаа, Естонія — 7 травня 2006, місто Таллінн, Естонія) — радянський естонський діяч, 1-й заступник голови Ради міністрів Естонської РСР, голова Держплану Естонської РСР. Депутат Верховної ради Естонської РСР 6-го, 8—11-го скликань. Депутат Верховної ради СРСР 10-го скликання. Народний депутат СРСР (1989—1991).

## Життєпис
Народився в селянській родині. У 1945 році закінчив семирічну школу в Салла, а в 1949 році — фінансово-кредитне училище.
З 1949 року працював старшим інспектором, завідувачем сектору державних доходів фінансового відділу виконавчого комітету Ярвамаської районної ради депутатів трудящих.
У 1950—1953 роках служив у Радянській армії.
З 1953 по 1954 рік — вчитель семирічної школи села Вастсе-Куусті Пилваського району.
З 1954 року — завідувач фінансового відділу і заступник голови виконавчого комітету Пайдеської районної ради депутатів трудящих.
Член КПРС з 1956 по 1991 рік.
У 1958 році закінчив Всесоюзний заочний фінансово-економічний інститут.
У 1958—1962 роках — голова виконавчого комітету Пайдеської районної ради депутатів трудящих Естонської РСР.
У 1962—1964 роках — начальник Пайдеського виробничого колгосно-радгоспного управління.
У 1964—1965 роках — начальник управління харчової промисловості Ради народного господарства Естонської РСР.
У 1965—1971 роках — міністр м'ясної та молочної промисловості Естонської РСР.
У 1971 році закінчив Вищу партійну школу при ЦК КПРС.
У 1971—1973 роках — 1-й заступник голови Державного планового комітету (Держплану) Естонської РСР.
У березні 1973 — 1987 року — заступник голови Ради міністрів Естонської РСР — голова Держплану Естонської РСР.
У 1987—1988 роках — голова Комітету партійного контролю Естонської РСР.
12 вересня 1988 — 31 березня 1990 року — 1-й заступник голови Ради міністрів Естонської РСР — голова Держагропрому Естонської РСР (до 1989 року).
З 1990 року — на пенсії.
Член Центристської партії Естонії з 2001 року.
Помер 7 травня 2006 року в Таллінні.

## Нагороди
- чотири ордени Трудового Червоного Прапора (1956, 1958)
- орден «Знак Пошани»
- медалі